# سبنسر إس. وود
سبنسر إس. وود (بالإنجليزية: Spencer S. Wood)‏ هو ضابط أمريكي، ولد في 7 أغسطس 1861 في بروكلين في الولايات المتحدة، وتوفي في 30 يوليو 1940 في نيويورك في الولايات المتحدة.